# Северо-Западный проход
Северо-Западный проход (англ. Northwest Passage) — морской путь через Северный Ледовитый океан вдоль северного берега Северной Америки через Канадский Арктический архипелаг.
Соединяет Атлантический и Тихий океаны. Различные острова архипелага отделены друг от друга и от канадского побережья группой арктических водных путей, которые имеют собирательное название Северо-Западные пути.
Северо-Западный проход являлся предметом поисков ведущих морских держав в XVI—XIX веках для радикального сокращения морского пути между Атлантическим и Тихим океанами в Северном полушарии, однако на поверку из-за слишком суровых условий оказался непригодным для судоходства. Сокращение морского пути между океанами было в конечном итоге достигнуто строительством Панамского канала. Тем не менее, продолжающееся развитие необходимых технологий и изменения климатических условий оставляют возможности для его освоения в будущем.

## История
Первым из европейцев проплыть Северо-Западным проходом попытался в 1498 году английский и итальянский мореплаватель Себастьян Кабот. На четырёх кораблях с командой в 300 человек он сумел обогнуть Ньюфаундленд, но, отправившись на север, встретил на 58° с. ш. сплошные паковые льды, и вынужден был вернуться в Англию.
В 1501 году португальский мореплаватель Гашпар Корте Реал, ранее открывший остров Ньюфаундленд и полуостров Лабрадор, также отправился на поиски Северо-Западного прохода, но его экспедиция пропала без вести.
Около 1527 года британский моряк из Бристоля Роберт Торн предложил организовать поиски морского пути в Индию через Северный полюс, но его экспедиция на двух судах, одно из которых погибло между Гренландией и Ньюфаундлендом, не достигла поставленной цели. В 1536 году по пути Торна безуспешно пытался пройти Ричард Хор из Грейвзенда, а в 1545 году — Майкл Лок из Лондона.
В 1534 году на поиски прохода отправился бретонский мореплаватель на службе у французского короля Франциска I Жак Картье, сумевший проникнуть в эстуарий реки Святого Лаврентия и открыть в нём залив Шалёр, но далее он так и не продвинулся, а две следующие его экспедиции также окончились неудачей.
В 1574 году поисками прохода заинтересовался английский мореплаватель и капер Мартин Фробишер, знакомый с результатами экспедиции Корте Реала, получивший на это официальную лицензию у Московской торговой компании. Однако все его три экспедиции 1576—1578 годов окончились неудачей, и дальше Баффиновой Земли он так и не продвинулся.
В 1585—1587 годах поисками Северо-Западного прохода безуспешно занимался Джон Дейвис, экспедиции которого финансировала лично королева Елизавета I.
В 1607—1611 годах отыскать Северо-Западный проход четырежды безуспешно пытался британский мореплаватель Генри Гудзон, экспедиции которого профинансированы были сначала Московской компанией, а затем голландской Ост-Индской компанией.
Несколько успешнее стали экспедиции плававшего вместе с Гудзоном Уильяма Баффина, в 1615—1616 годах исследовавшего на судне «Дискавери» Гудзонов пролив, пролив Дейвиса между названной по имени мореплавателя Баффиновой Землёй и Гренландией, а затем продвинувшегося по также названному в его честь заливу вплоть до пролива Смита. Безуспешную попытку отыскать проход в 1619—1620 годах предпринял Йенс Мунк на службе у датского короля Кристиана IV. Экспедиция завершилась катастрофически, во время зимовки в Гудзоновом заливе от цинги погибла большая часть экипажа, было брошено одно судно, трое выживших с большим трудом вернулись в Данию. В 1631—1632 годах столь же безрезультатно пытались найти проход на запад из Гудзонова залива экспедиции под руководством Томаса Джеймса и Люка Фокса.
Поиски Северо-Западного прохода были официально утверждены одной из приоритетных целей Компании Гудзонова залива, которая была основана британской короной 2 мая 1670 года. Отправленная с этой целью на кораблях «Олбани» и «Дискавери» экспедиция во главе с директором последней Джеймсом Найтом в 1721 году пропала без вести близ островов Марбл. В 1741—1742 годах поисками этого северного морского пути в тех же водах безуспешно занимались по заданию компании капитаны Кристофер Миддлтон и Уильям Мур, а в 1761—1762 годах — капитан Уильям Кристофер, окончательно установивший, что прохода в Тихий океан из Гудзонова залива нет. В июне 1771 года находившийся на службе у компании путешественник Самюэль Хирн добрался с проводниками-индейцами до реки Коппермайн, став первым европейцем, достигшим посуху американского берега Северного Ледовитого океана, и установив, что Северо-Западный проход через континент в низких широтах также не существует.
Открытие Северо-Западного морского пути официально являлось главной целью третьего кругосветного путешествия знаменитого британского мореплавателя Джеймса Кука на кораблях «Резолюшн» и «Дискавери» (1776—1779), потерпевшей неудачу из-за встреченных в Чукотском море сильных льдов, после чего командир экспедиции был вынужден вернуться на открытые им ранее Гавайские острова, где погиб.
В 1816—1817 годах поисками Северо-Западного прохода со стороны Берингова моря занималась русская кругосветная экспедиция О. Е. Коцебу на бриге «Рюрик», организованная графом Н. П. Румянцевым, в которой принял участие немецкий учёный, писатель и поэт Адельберт Шамиссо.
Весной 1818 года по инициативе известного мореплавателя Джона Барроу британское адмиралтейство отправило сразу две полярных экспедиции. Одна из них под командованием Дэвида Бучана на кораблях «Трент» и «Доротея» попыталась пройти под парусами восточнее Гренландии сначала к Северному полюсу, а затем к Берингову проливу, но не добилась успехов, встретив за Западным Шпицбергеном тяжёлые льды, и в октябре вернулась в Англию, достигнув на севере рекордной широты 80°30'. Другая экспедиция во главе с Джоном Россом, также на двух кораблях «Александр» и «Изабелла», для отыскания Северо-западного прохода направилась сначала в Баффинов залив (море Баффина), дойдя по западному берегу Гренландии до 76°54' с. ш., проникнув затем в пролив Ланкастер, но далее также была остановлена льдами.
В ходе своей следующей экспедиции 1829—1833 годов на пароходе «Виктория» Джон Росс исследовал берега полуострова Бутия, открыл остров Кинг-Уильям и Северный магнитный полюс. Перезимовав в заливе Бутия, он вынужден был на лодках вернуться в пролив Ланкастер, где был принят кораблём, высланным ему на помощь.
В 1819—1820 и 1821—1822 годах две экспедиции в поисках прохода из Атлантического в Тихий океан совершил британский исследователь Вильям Парри. Достигнув в ходе второй из них 81°44' западной долготы, он составил опись берегов моря Баффина, но вынужден был вернуться, не добившись цели.
В 1845—1848 годах при попытке пройти по Северо-Западному морскому пути погибла знаменитая британская экспедиция Джона Франклина. В поисках неё, а также в изучении данного маршрута, принимали участие многие известные мореплаватели и исследователи, в частности Эдуард Ингфилд, Джон Рэй, Гораций Томас Остин, Генри Келлетт, Уильям Кеннеди, Клеменс Маркхэм, Эдвард Белчер, Френсис Мак-Клинток, Чарльз Френсис Холл.
Проход впервые пройден полностью по воде Руалем Амундсеном на моторной яхте «Йоа» в 1903—1906 годах. Роберт Джон Мак-Клур, прошедший его в 1850—1853 годах, проделал часть пути по льду и вернулся в Англию на корабле другой экспедиции.

## Современное состояние
В сентябре 2007 года Европейское космическое агентство заявило, что за промежуток около 30 лет спутниковых наблюдений область арктического морского льда сократилась до минимального уровня, и это сделало Северо-Западный проход судоходным. Канадское правительство заявило, что этот проход входит в территориальные воды Канады. Международным сообществом данное заявление было принято неоднозначно, что, в свою очередь, может затруднить будущее международное судоходство.
В настоящее время Северо-Западный проход по степени освоения намного уступает Северному морскому пути: в канадской Арктике живёт меньше людей по сравнению с российской Арктикой; в отличие от России, у Канады нет ледоколов для проводки кораблей через Северо-Западный проход, инфраструктура вдоль Северо-Западного прохода слабо развита (для примера, в посёлки вдоль прохода Кеймбридж-Бей и Резольют можно попасть только по воздуху, тогда как Мурманск в России имеет прямое железнодорожное сообщение с Санкт-Петербургом), ледовые изменения в канадской Арктике не отслеживаются в интересах судоходства, а сам маршрут следования кораблей по проходу чётко не определён. Существуют и климатические трудности: несмотря на нахождение примерно в одних и тех же широтах, Северо-Западный проход в большей степени покрыт льдами, чем Северный морской путь (к тому же у России на Северном морском пути есть незамерзающий порт Мурманск).
Однако по мере таяния льдов в результате глобального потепления интерес к Северо-Западному проходу растёт. В 1969 году в сопровождении ледокола Береговой охраны США «Northwind» и канадского ледокола «John A. Macdonald» через Северо-Западный проход прошёл тяжёлый супертанкер с ледовыми подкреплениями «SS Manhattan» водоизмещением 115 тыс. тонн и мощностью 43 тыс. лошадиных сил — на тот момент самый крупный корабль в гражданском флоте США. В 1985 году ледокол Береговой охраны США «Polar Sea» прошёл через Северо-Западный проход от американской воздушной базы в Туле (Гренландия) до порта приписки в Сиэтле. В 1999 году через Северо-Западный проход на Багамы прошёл тяжёлый российский сухогруз, ведомый буксиром. В августе 2008 года датское кабельное судно «Peter Faber» прошло проход без затруднений. Северо-Западный проход более глубок по сравнению с Панамским каналом и поэтому теоретически доступен для более крупных судов. В настоящее время несколько круизных лайнеров с ледовым подкреплением плавают по Северо-Западному проходу. В сентябре 2008 года грузовое судно «MV Camilla Desgagnes» доставило груз из Монреаля в 4 населённых пункта западного Нунавута. Перспективы Северо-Западного прохода помимо коммерческого судоходства также связаны с открытием и разработкой новых месторождений. В северной части острова Баффинова Земля на реке Мэри создан рудник по добыче железной руды, которая будет отправляться в Европу. В западной части территории Нунавут в районе Китикмеот в заливе Коронации строится порт Батерст-Инлет для нужд горнодобывающей промышленности. Также существует проект «долина Маккензи» по транспортировке нефти и сжиженного природного газа с месторождений в северной Аляске и море Бофорта на нефтеперерабатывающие заводы и рынки восточного побережья США через Северо-Западный проход.

## Инфраструктура
На островах Канадского арктического архипелага, через который проходит Северо-западный проход (СЗП), проживает в общей сложности около 36 тысяч человек, из них 6 100 человек в самом большом поселении Икалуит. На всем протяжении Северо-западного прохода отсутствуют морские порты и портовое обслуживание: ближайшими к западному входу в СЗП на расстоянии больше 1 тысячи морских миль являются российский порт Провидение и американские порты на Аляске Ном, Коцебу, а также терминал Ред Дог по отгрузке цинковой руды, а ближайшими к восточному входу в СЗП являются порты на западном побережье Гренландии Сисимиут и Нуук на расстоянии в 500—600 морских миль, канадские города Икалуит на юге острова Баффинова Земля на расстоянии в 1 тысячу морских миль и Черчилль на западном побережье Гудзонова залива. В акватории СЗП насчитывается всего 4 маяка и 3 светящих визуальных створа, а также 12 стационарных метеостанций. При этом на трассе Северо-западного прохода нет собственных поисково-спасательных центров.

## Северо-Западный проход в культуре
- В фантастической повести Фаддея Булгарина «Правдоподобные небылицы, или Странствование по свету в XXIX веке» (1824) главный герой переносится на 1000 лет вперёд, где профессор университета объясняет ему, что в 2824 году Северо-Западный проход является «обыкновенным путём кораблей из Индии в Европу».
- Существование Северо-Западного прохода, его сущность и направление часто упоминается в романе Жюля Верна «Приключения капитана Гаттераса»
- Проблематика героического поиска Северо-Западного прохода нашла отражение в культуре, прежде всего, в живописи викторианской эпохи. В частности, британский художник и скульптор Эдвин Генри Ландсир посвятил пропавшей экспедиции Дж. Франклина свою картину «Человек предполагает, а Бог располагает» (1864), вызвавшую неоднозначную реакцию у современников, а известный живописец-прерафаэлит Джон Эверетт Милле в 1874 году создал картину «Северо-Западный проход».
- Американский художник-пейзажист Фредерик Эдвин Чёрч, также находясь под впечатлением от поисков Франклина, нарисовал картину «Айсберги» (1861).
- В романе Жюля Верна «Двадцать тысяч лье под водой» один из героев в качестве безумного предположения говорит, что Капитан Немо (уже продемонстрировавший свою способность делать то, что считается невозможным) может пожелать «Прорваться через льды Северо-Западного прохода».
- У одного из основоположников научной фантастики Герберта Уэллса в новелле «Дверь в стене» имеется следующий отрывок[23][24][25]:

Уоллес посмотрел на меня — лицо его осветилось улыбкой. 
— Ты когда-нибудь играл со мной в «северо-западный проход»?… 
Это была такая игра, продолжал он, в которую каждый ребёнок, наделенный живым воображением, готов играть целые дни напролет. Требовалось отыскать «северо-западный проход» в школу. Дорога туда была простая и хорошо знакомая, но игра состояла в том, чтобы найти какой-нибудь окольный путь. Нужно было выйти из дому на десять минут раньше, завернуть куда-нибудь в сторону и пробраться через незнакомые улицы к своей цели.
- Поискам Северо-Западного прохода посвящена вторая книга одноимённого исторического романа[англ.] американского писателя Кеннета Льюиса Робертса[англ.], опубликованного в 1937 году (в 1940 году вышла экранизация[англ.] первой части, посвящённой Франко-индейской войне 1757—1763 гг.).
- Британскому мореплавателю Джону Франклину и его погибшей экспедиции по поискам Северо-Западного прохода посвящены романы немецкого писателя Стена Надольного[англ.] «Открытие медлительности»[англ.] (1983) и американского фантаста Дэна Симмонса «Террор» (2007).
- Весной 2018 года на американском телеканале AMC состоялась премьера экранизации романа «Террор» Дэна Симмонса, который стал одним из её сопродюсеров.
- Баллада «Северо-Западный проход»[англ.] известного певца и музыканта Стэна Роджерса (1981) стала одним из неофициальных гимнов Канады.
- В игре Assassin’s Creed III  одна из дополнительных миссий по поиску сокровищ капитана Кидда проходит в Северо-Западном проходе.